# Coccineorchis
Coccineorchis là một chi thực vật có hoa trong họ, Orchidaceae.